# القناة الأولى الروسية
القناة الأولى (بالروسية: Первый Канал) هي أكبر المحطات التلفزيونية في روسيا الاتحادية، يشمل بثها 98,8 بالمئة من السكان الروس. تبث القناة من العاصمة الروسية مدينة موسكو على مدار الـ 24 ساعة يوميا خلال سبعة أيام في الأسبوع.

## الوصلات الخارجية
- الموقع الرسمي
- البث المباشر

| سبقه القناة الأولى أوستانكينو | القناة الأولى 1 أبريل 1995 - حتى الآن | تبعه - |